# Zemský okres Lipsko
Zemský okres Lipsko (německy Landkreis Leipzig) je zemským okresem Svobodného státu Sasko v Německu. Pojmenovaný je po městě Lipsku, které ale není jeho součástí a ani okresním městem. Tím je město Borna. Na severu sousedí s městským okresem zmíněného Lipska, na severovýchodě s okresem Severní Sasko, na jihovýchodě s okresem Střední Sasko. Dále sousedí se spolkovými zeměmi Durynsko na jihozápadě a Sasko-Anhaltsko na západě. Vznikl v rámci územní reformy v srpnu 2008 sloučením dříve existujících okresů Muldentalkreis a Leipziger Land. Žije zde přibližně 262 tisíc obyvatel.
Okres se nachází v rovinaté oblasti kolem Lipska. Několik osamocených kopců lze nalézt na severu (Hohburger Berge) případně na jihu. Významnými řekami jsou Mulda, Pleiße a Bílý Halštrov (Weiße Elster). Za zmínku stojí také četná jezera v oblasti Lipského Neuseenlandu na západě okresu, která vznikla zatopením bývalých hnědouhelných dolů.  

## Města a obce
| Města | Města | Obce                                                                               | Obce                                                                   | Obce |
| --- | --- | ---------------------------------------------------------------------------------- | ---------------------------------------------------------------------- | ---- |
| 1. Bad Lausick 2. Böhlen 3. Borna 4. Brandis 5. Colditz 6. Frohburg 7. Geithain 8. Grimma 9. Groitzsch 10. Kitzscher | 1. Markkleeberg 2. Markrandstädt 3. Naunhof 4. Pegau 5. Regis-Breitlingen 6. Rötha 7. Trebsen 8. Wurzen 9. Zwenkau | 1. Belgershain 2. Bennewitz 3. Borsdorf 4. Elstertrebnitz 5. Großpösna 6. Lossatal | 1. Machern 2. Neukieritzsch 3. Otterwisch 4. Parthenstein 5. Thallwitz |      |